# اونترگریسباخ
اونترگریسباخ (به آلمانی: Untergriesbach) یک شهر در آلمان است که در بایرن واقع شده‌است.

## خصوصیات
اونترگریسباخ ۷۳٫۶۰ کیلومترمربع مساحت دارد ۵۵۶ متر بالاتر از سطح دریا واقع شده‌است.